# جیلیان کلر
جیلیان کلر (زاده ۲۵ ژوئیه ۱۹۹۲) یک هنرپیشه و خواننده آمریکایی است. او در پورتلند، اورگان متولد شد. کلر کار صحنه ای را با خوانندگی آغاز کرد. یک سال بعد، او در یک رؤیا یک آرزو است که یک موزیکال اصلی تک نفره است، بازی کرد. پس از آن، او در چندین آگهی تلویزیونی بازی کرد.

## فیلم‌شناسی

### فیلم
| سال  | عنوان                       | نقش                  | یادداشت        |
| ---- | --------------------------- | -------------------- | -------------- |
| ۲۰۰۲ | مرد عنکبوتی                 | دختر گریان در تراموا | فیلم بلند      |
| ۲۰۰۲ | اگه می تونی منو بگیر        | دختر کوچولو          | نقش صدا        |
| ۲۰۰۲ | در حالی که منابع تمام می‌شود | کتی موریسون          | فیلم بلند      |
| ۲۰۰۲ | مگی و آنی                   | دبی                  | فیلم بلند      |
| ۲۰۰۳ | کویگلی                      | مگان چانینگ          | فیلم بلند      |
| ۲۰۰۳ | شب فارغ‌التحصیلی             | کلیو                 | فیلم بلند      |
| ۲۰۰۳ | زمان آرزو                   | مگی جوان             | زمان کوتاه     |
| ۲۰۰۴ | تعقیب نور روز               | کهربا                | فیلم کوتاه     |
| ۲۰۰۶ | در مقابل نوع                | مگان استک            | فیلم تلویزیونی |
| ۲۰۱۲ | آشپزخانه                    | نیکی                 | فیلم بلند      |
| ۲۰۱۴ | هم اتاقی                    | استفانی              | فیلم کوتاه     |
| ۲۰۱۴ | آدم‌ربایی بیگانه             | جیلیان موریس         | فیلم بلند      |
| ۲۰۱۴ | به لطف خدا                  | سامانتا تیپتون       | فیلم بلند      |
| ۲۰۱۶ | سگ‌های شهرت                  | جردن یوهانسن         | فیلم بلند      |
| ۲۰۱۶ | ظهور                        | هلو                  | فیلم کوتاه     |
| ۲۰۱۸ | به ضرب و شتم!               | کارگردان             | فیلم بلند      |
| ۲۰۱۹ | خیلی شکسته                  | لیندسی لو            | فیلم بلند      |
| ۲۰۲۰ | به ضرب و شتم! مدرسه برگشت ۲ | روبی، کارگردان       | فیلم بلند      |
| ۲۰۲۱ | وینیل کودک                  | مخملی                | فیلم کوتاه     |

### تلویزیون
| سال     | عنوان                   | نقش                     | یادداشت    |
| ------- | ----------------------- | ----------------------- | ---------- |
| ۲۰۰۳–۰۴ | روزهای زندگی ما         | ابیگیل "ابی" دورو       | ۳۳ قسمت    |
| ۲۰۰۷    | برنده                   | آلیسون جوان             | ۱ قسمت     |
| ۲۰۱۰–۱۲ | خانم رفتار              | ویکتوریا "توری" کماندار | ۲۵ قسمت    |
| ۲۰۱۰    | پیروز                   | هیلی فرگوسن             | ۱ قسمت     |
| ۲۰۱۰    | قلعه                    | گریسی                   | ۱ قسمت     |
| ۲۰۱۱    | این یک زندگی مقوایی است | مرسدس بنز               | ۱ قسمت     |
| ۲۰۱۱    | نقش رؤیایی هالیوود ACME | خودش                    | ۱ قسمت     |
| ۲۰۱۱    | درمان قهرمان            | سایبرلا                 | ۱ قسمت     |
| ۲۰۱۲    | فرعی                    | پیشخدمت                 | ۱ قسمت     |
| ۲۰۱۳    | کلاچ                    | نیکول                   | ۱ قسمت     |
| ۲۰۱۴    | بازیگر مرده             | الکس کربنو              | ۸ قسمت     |
| ۲۰۱۶    | خانم‌های دریاچه          | کسیدی مونتگومری         | مینی سریال |